# クリジウン
クリジウン（Krisiun）は、ブラジル出身のスリーピース・デスメタルバンド。
同国デスメタル系の代表格として、トップクラスの実績を誇る。

## 来歴
1990年に長男のアレックス・カマルゴ (Vo, B)、次男のモイセス・コレスネ (G)、三男のマックス・コレスネ (Ds)の3人兄弟を中心に結成（アレックスは母方の姓を名乗っている）。アレックスからの影響で、モイセス、マックスも幼い頃からブラック・サバスなどのコピー・バンドで楽器を演奏しており、スレイヤーやモービッド・エンジェルから影響を受け、デスメタルをプレイし始める。結成当初は、3兄弟に加えてアルテミア・スーザというギタリストがおり、4人組であった。
1992年に1stデモ『The Plague』を、1993年にはViolent Hateとスプリットアルバム『Curse of the Evil One / In Between the Truth』、Harmony Diesとのスプリットアルバム『Rises from Black / Harmony Dies』をリリースしている。同年、アルテミア・スーザが脱退。これを受けて、マウリシオ・ノゲイラ (G)が加入。この頃から活動の拠点をサンパウロに置く。1994年、自主制作でEP『Unmerciful Order』をリリースした。EPリリース後、マウリシオ・ノゲイラが脱退。これ以降、3兄弟のみで活動を継続するようになる。
1995年、「Dynamo Brazilie」から、1stアルバム『Black Force Domain』をリリースしデビューした。その後、ドイツのレーベル「GUN レコード」と契約。1998年に2ndアルバム『Apocalyptic Revelation』をリリース。アルバム1枚でGUN レコードから離脱し、以降は大手ヘヴィメタルレーベル「センチュリー・メディア・レコード」と契約し、アルバムをリリースしている。
日本では、2004年に5thアルバム『Works of Carnage』が「サウンドホリック」から日本盤がリリースされ、日本デビューを果たす。2017年には、「ブラジリアン・アタック・イン・ジャパン 2017」を開催しヘッドライナーを務めた。

## メンバー

### 現ラインナップ
- アレックス・カマルゴ (Alex Camargo) - ボーカル/ベース (1990-)
- モイセス・コレスネ (Moyses Kolesne) - ギター (1990-)
- マックス・コレスネ (Max Kolesne) - ドラムス (1990-)

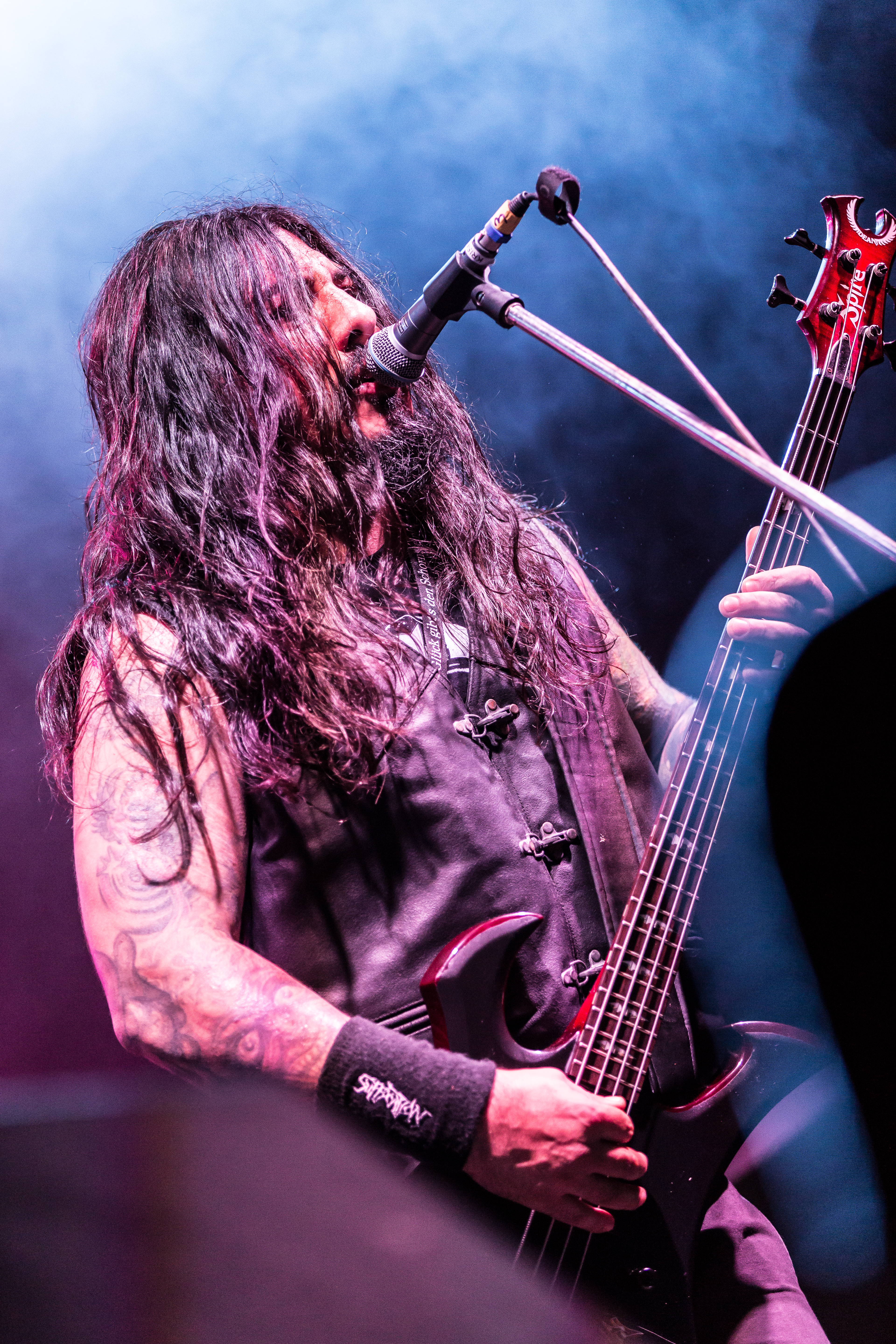
アレックス・カマルゴ(Vo/B) 2017年
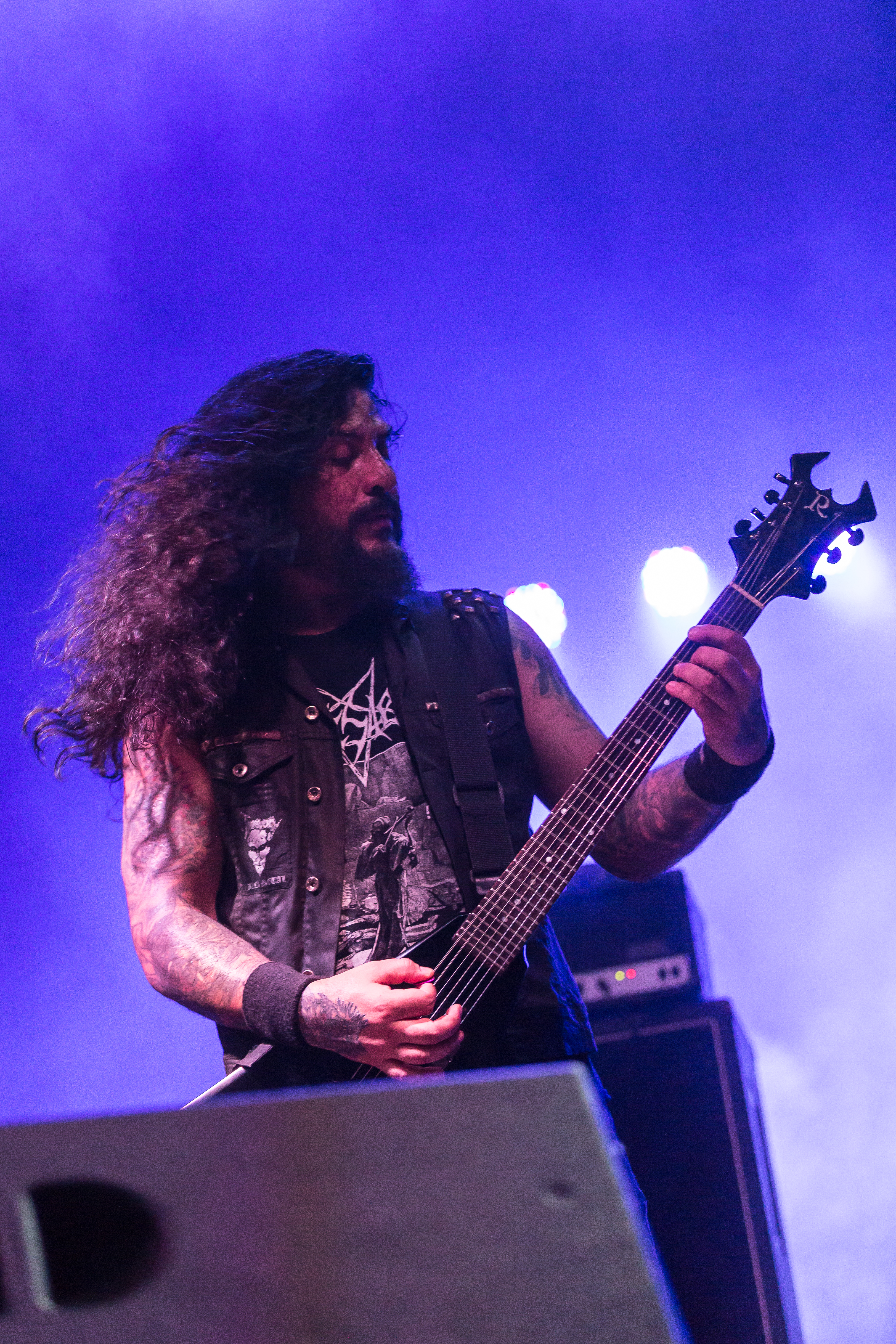
モイセス・コレスネ(G) 2017年
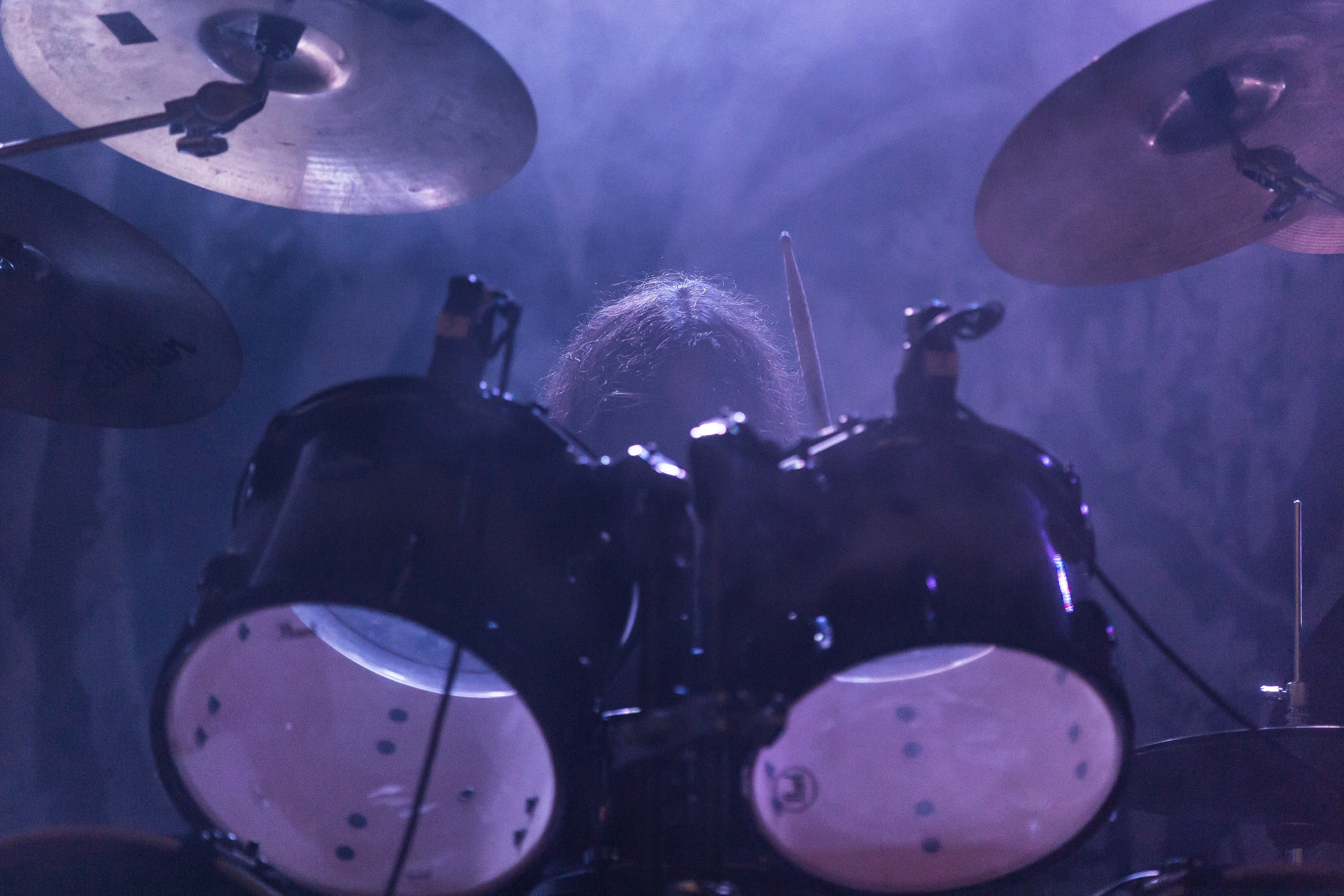
マックス・コレスネ(Ds) 2017年

### 旧メンバー
- アルテミア・スーザ (Altemir Souza) - ギター (1990-1993) RIP.2002
- マウリシオ・ノゲイラ (Mauricio Nogueira) - ギター (1994)

## ディスコグラフィ
オリジナル・アルバム
- Unmerciful Order (1994)
- Black Force Domain (1995)
- Apocalyptic Revelation (1998)
- Conquerors of Armageddon (2000)
- Ageless Venomous (2001)
- Works of Carnage (2003)
- Bloodshed (2004)
- AssassiNation (2006)
- Southern Storm (2008)
- The Great Execution (2011)
- Forged in Fury (2015)
- Scourge of the Enthroned (2018)

ライブ・アルバム
- Live Armageddon (2006)